# 阿勒迪额儿
阿勒迪额儿，一作阿里替也儿、按迪也儿，蒙古帝国乞儿吉思首领。
13世纪初阿勒迪额儿在谦河（今叶尼塞河上游）流域游牧。1207年，接受成吉思汗使者按弹、不兀剌招降，他与也迪亦纳勒等人派遣亦里克帖木儿等使臣献上白海青、白骟马、黑貂鼠等物，表示臣服。另说阿勒迪额儿是部落名，部落首领的名字是阿儿波斡亦。